# Essa Ismail Rashed
Essa Ismail Rashed (arabisch عيسى إسماعيل راشد, DMG ʿĪsā Ismāʿīl Rāšid, * 14. Dezember 1986 als Daniel Kipkosgei) ist ein ehemaliger katarischer Langstreckenläufer kenianischer Herkunft, der seit 2004 für Katar startberechtigt ist. Sein größter Erfolg war der Gewinn der Goldmedaille über 10.000 m bei den Asienmeisterschaften 2005 in Südkorea.

## Sportliche Laufbahn
Erste Erfahrungen bei internationalen Meisterschaften sammelte Essa Ismail Rashed bei den Crosslauf-Weltmeisterschaften 2005 in Saint-Étienne, bei denen er nach 24:41 min den 15. Platz im U20-Rennen belegte und in der Team-Wertung die Bronzemedaille hinter den Teams aus Kenia und Äthiopien gewann. Im 5000-Meter-Lauf qualifizierte er sich im selben Jahr für die Weltmeisterschaften in Helsinki, verpasste dort aber mit 13:31,73 min den Finaleinzug. Anfang September siegte er dann in 29:03,60 min im 10.000-Meter-Lauf bei den Asienmeisterschaften im südkoreanischen Incheon und kurz darauf siegte er in 28:26,39 min über 10.000 m bei den Arabischen Meisterschaften in Radès sowie in 13:53,15 min auch im 5000-Meter-Lauf. Daraufhin startete er bei den Westasienspielen in Doha und siegte auch dort in 13:33,07 min über 5000 m und stellte damit einen neuen Spielerekord auf. Bei den Crosslauf-Weltmeisterschaften 2006 in Fukuoka erreichte er nach 11:25 min Rang 35 im Kurzrennen und im Oktober gelangte er bei den Straßenlauf-Weltmeisterschaften in Debrecen mit 58:31 min auf Rang 14 über 20 km. Im Dezember nahm er dann erstmals an den Asienspielen in Doha teil und gewann dort in 27:59,15 min die Silbermedaille über 10.000 m hinter dem Bahrainer Ali Hasan Mahboob. 2007 startete er über 10.000 m bei den Weltmeisterschaften in Osaka, musste dort aber bereits vorzeitig aufgeben. Bei den Crosslauf-Weltmeisterschaften 2008 in Edinburgh gelangte er nach 37:07 min auf Rang 48 im Einzelrennen und sicherte sich in der Teamwertung hinter Kenia und Äthiopien die Bronzemedaille. Im August startete er über 10.000 m bei den Olympischen Spielen in Peking und klassierte sich dort mit 27:58,67 min auf dem 20. Platz. Anschließend wurde er bei den Halbmarathon-Weltmeisterschaften in Rio de Janeiro nach 1:03:57 h Zehnter und gewann in der Teamwertung die Bronzemedaille hinter den Mannschaften aus Kenia und Eritrea.
Bei den Crosslauf-Weltmeisterschaften 2009 in Amman erreichte er mit 37:36 min Rang 54 und im Juni siegte er in 29:13,47 min über 10.000 m bei den Militär-Weltmeisterschaften in Sofia und sicherte sich in 13:56,53 min die Silbermedaille im 5000-Meter-Lauf hinter seinem Landsmann James Kwalia. Anfang November gewann er dann bei den Hallenasienspielen in Hanoi in 8:05,87 min die Bronzemedaille im 3000-Meter-Lauf hinter Landsmann James Kwalia und dem Bahrainer Alemu Bekele. Wenige Tage später sicherte er sich dann in 14:04,52 min die Bronzemedaille über 5000 m bei den Asienmeisterschaften in Guangzhou hinter seinem Landsmann Kwalia und Ali Hasan Mahboob aus Bahrain. Im Jahr darauf gewann er bei den Hallenasienmeisterschaften in Teheran in 7:57,77 min die Silbermedaille über 3000 m hinter Kwalia und kurz darauf belegte er bei den Hallenweltmeisterschaften in Doha in 7:47,94 min den neunten Platz. Anschließend wurde er bei den Crosslauf-Weltmeisterschaften im polnischen Bydgoszcz nach 35:44 min 71. und gewann dann im Dezember in 27:33,09 min erneut die Silbermedaille über 10.000 m bei den Asienspielen in Guangzhou und musste sich erneut nur dem Bahrainer Mahboob geschlagen geben. 2011 wurde er nach 1:02:10 h Dritter beim Glasgow Great Scottish Run und anschließend gelangte er beim Birmingham BUPA Half Marathon nach 1:02:28 h auf Rang zwei. Im Jahr darauf bestritt er in Hamburg seinen ersten Lauf über die gesamte Marathondistanz und wurde dort nach 2:10:52 h Achter. 2014 steigerte er sich beim Amsterdam-Marathon auf 2:07:54 h und setzte seine sportliche Laufbahn bis 2017 fort und beendete nach dem Taiyuan Marathon seine aktive Karriere im Alter von 30 Jahren.

## Persönliche Bestzeiten
- 2000 Meter: 5:12,18 min, 26. Juni 2007 in Ninove
- 3000 Meter: 7:34,70 min, 6. Mai 2011 in Doha
  - 3000 Meter (Halle): 7:47,22 min, 8. Februar 2009 in Gent
- 5000 Meter: 13:08,02 min, 20. Juli 2008 in Heusden-Zolder
  - 5000 Meter (Halle): 13:19,10 min, 3. Februar 2010 in Düsseldorf (katarischer Rekord)
- 10.000 Meter: 27:20,97 min, 28. Mai 2006 in Hengelo
- Halbmarathon: 1:02:10 h, 4. September 2011 in Glasgow
- Marathon: 2:07:54 h, 19. Oktober 2014 in Amsterdam